# Elezione del Presidente della Camera del 1976
L'elezione del presidente della Camera del 1976 per la VII legislatura della Repubblica Italiana si è svolta il 5 luglio 1976.
Il presidente della Camera uscente è Alessandro Pertini, Presidente provvisorio è Leonilde Iotti.
Presidente della Camera dei deputati, eletto al I scrutinio, è Pietro Ingrao.

## L'elezione

### Preferenze per Pietro Ingrao
| Scrutinio | Voti | Percentuale |
| --------- | ---- | ----------- |
| I         | 488  | 79,6%       |

## 5 luglio 1976

### I scrutinio
Per la nomina è richiesta una maggioranza pari a due terzi dei deputati.
| Dati votazione | Dati votazione |                | Nome          | Nome | Voti |
| -------------- | -------------- | -------------- | ------------- | ---- | ---- |
| Presenti       | 613            |                | Pietro Ingrao | 488  |      |
| Votanti        | 613            |                | Voti dispersi | 8    |      |
| Astenuti       | 0              | Schede bianche | 117           |      |      |
| Maggioranza    | 420            | Schede nulle   | 0             |      |      |

Risulta eletto: Pietro Ingrao